# Джордж Мітчелл
Джордж Джон Мітчелл (англ. George John Mitchell; нар. 20 серпня 1933, Вотервілль, штат Мен, США) — американський політик, член Демократичної партії, спеціальний представник США на Близькому Сході (з 22 січня 2009 по 14 травня 2011).
Сенатор (1980–1995), лідер сенатської більшості (1989–1995). З березня 2004 по січень 2007 — голова Ради директорів «The Walt Disney Company» (член ради — з 1995), в подальшому — голова ради міжнародної юридичної фірми «DLA Piper». Був канцлером Королівського університету в Белфасті (англ. the Queen's University of Belfast, Північна Ірландія).
Нагороджений Президентською медаллю Свободи (1999).